# Heraclit

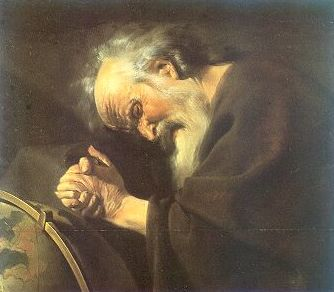
Heraclit, de Johannes Moreelse

Heraclit din Efes (în greacă: Ηρακλειτος Herakleitos; n. 535 î.Hr. - d. anii 470 î.Hr), cunoscut ca „Obscurul” (Skoteinos), a fost un filosof grec presocratic. El nu a fost de acord cu Thales, Anaximandru și Pitagora în legătură cu substanța fundamentală și considera că elementul fundamental din care derivă toate celalalte este focul, în locul apei, aerului sau pământului, cum considerau filozofii care l-au precedat. Acest lucru a dus la convingerea că schimbarea este un lucru real și că stabilitatea este iluzorie. Pentru Heraclit totul este „într-un flux”, după cum spune aforismul Panta rei', ce-i este atribuit:
Παντα ρει και ουδεν μενει

„Totul curge, nimic nu rămâne neschimbat”.
Heraclit a devenit cunoscut pentru că a afirmat: „Nici un om nu poate să intre în apa aceluiași râu de două ori, deoarece nici râul și nici omul nu mai sunt la fel”. Această afirmație exemplifică punctul culminant al credinței materialiste. Materia lucrurilor se transformă tot timpul și singurul lucru constant este forma, care poate fi exprimată în limbajul atemporal al formulelor matematice.
Punctul de vedere al lui Heraclit, prin care explicarea schimbării ar trebui să fie baza oricărei teorii naturale se opunea foarte puternic lui Parmenide, care considera că schimbarea este o iluzie și că totul este static.
Unica sa scriere care s-a păstrat, căreia posteritatea i-a dat titlul de Peri physeos ("Despre natură"), nu este o lucrare sistematică, ci mai degrabă un jurnal în care autorul și-a consemnat, sub formă de maxime, concluziile asupra unor probleme-cheie ale filozofiei. Interpretarea celor 130 de fragmente rămâne și astăzi subiect de dispută.
Totul în univers și societate se supune unei ordini necesare, desemnate de Heraclit cu numele logos. Gândirea lui Heraclit a avut în antichitate o puternică influență asupra stoicilor; a exercitat o constantă fascinație pentru Hegel, Marx, Engels și Lenin.
Referitor la limbajul lui Heraclit, Socrate i-ar fi spus lui Euripide: "Partea pe care am înțeles-o e minunată și îndrăznesc să cred că e la fel și cea pe care n-am înțeles-o; dar este nevoie de un cufundător din Delos spre a înțelege totul". (Diogene Laerțiu, II, 22)